# Wiecznik kulisty
Wiecznik kulisty, gomfrena kulista (Gomphrena globosa L.) – gatunek rośliny należący do rodziny szarłatowatych. Pochodzi z suchych obszarów w strefie międzyzwrotnikowej Ameryki. W uprawie ogrodowej w całej strefie tropikalnej. W wielu miejscach występuje także jako gatunek zdziczały, np. w tropikalnej Azji.

## Morfologia
PokrójRoślina zielna osiągająca 15–60 cm wysokości. Łodyga sztywna, wzniesiona i rozgałęziona, cała krótko i szorstko owłosiona, niekiedy czerwono nabiegła.
LiścieUlistnienie nakrzyżległe. Liście na ogonkach długości 1–1,5 cm pokrytych długimi, szarymi włoskami. Blaszka liściowa do 13 cm długości, jajowata do podługowatej, tępo zakończona lub zaostrzona, w nasadzie stopniowo zwężająca się. Okryta włoskami białymi.
KwiatyZebrane w szczytowe, kuliste główki do 2,5 cm średnicy, różowe lub czerwone, wyjątkowo białe. Podsadki dwie, naprzeciwległe, o długości do 1,5 cm, czerwone z wierzchołkiem ząbkowanym, szaro owłosione. Przysadki purpurowe, trójkątnie jajowate o długości nieco ponad 1 cm. Okwiat 5-krotny, do 6 mm, żółtawy, od zewnątrz gęsto, biało owłosiony. Pręciki połączone w rurkę, wewnątrz której znajduje się krótszy od pręcików słupek, rozwidlony na szczycie i zakończony dwoma znamionami.
OwocOkrągława i czerwonawa niełupka o średnicy 1,5-2,5 mm, zawierająca nerkowate nasiona.

## Biologia i ekologia
Roślina jednoroczna. Zakwita w kilka tygodni po zasianiu. Występuje w miejscach ruderalnych oraz jako chwast na polach, w ogrodach i ugorach. Wymaga gleb suchych i żyznych.

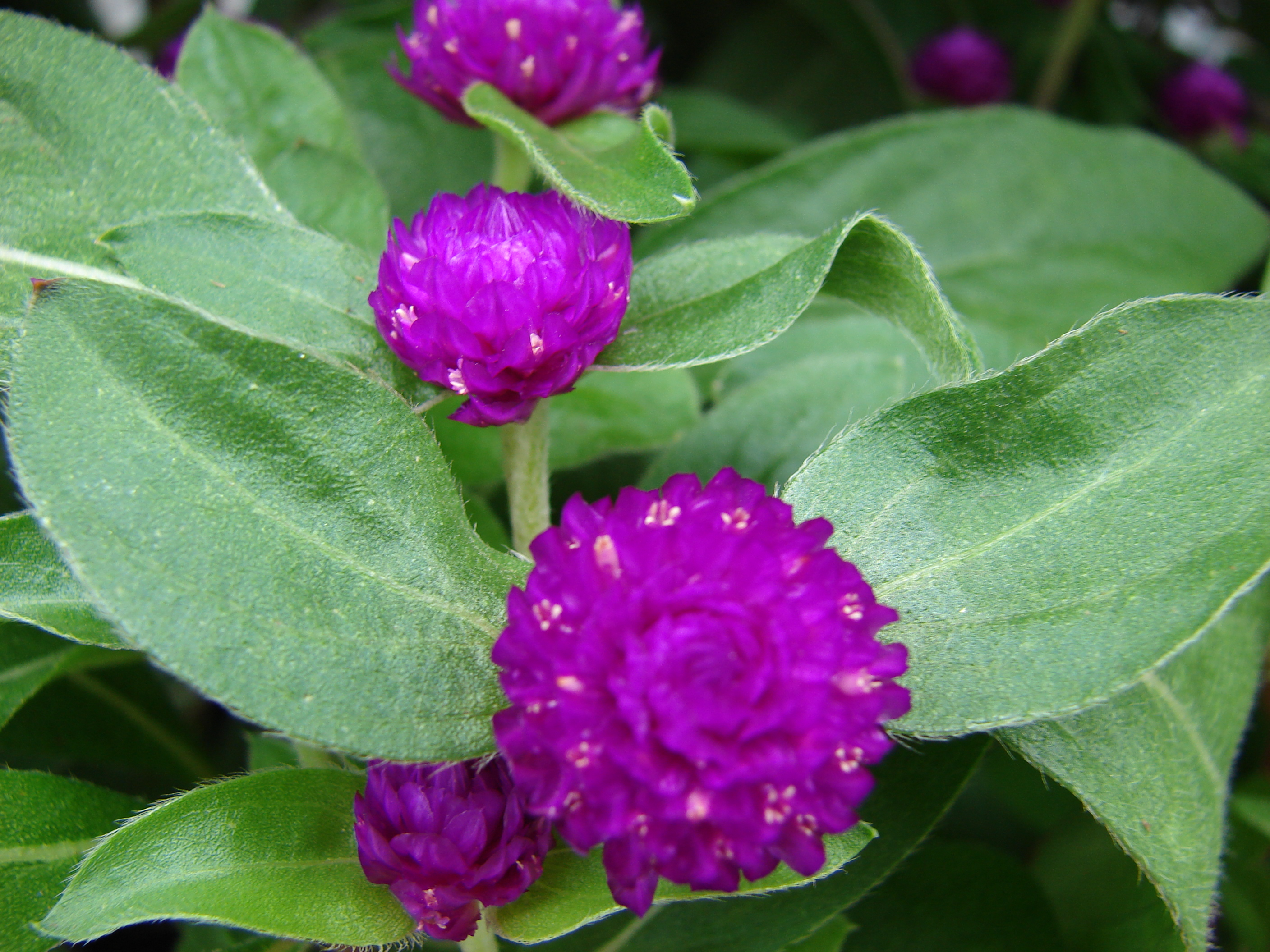
Kwiaty i liście

## Zastosowanie
- Uprawiana jako roślina ozdobna w ogrodach tropikalnych, w klimacie umiarkowanym jako letnia roślina rabatowa. Uzyskano wiele kultywarów o kwiatach barwy białej, pomarańczowej i fioletowej.
- Jako że kwiatostany zachowują kształt i barwę nawet po wysuszeniu, cieszą się popularnością w bukieciarstwie, w Polinezji używane są do sporządzania tradycyjnych girland lei, a w Nepalu do girland.